# Ian Partridge
Ian Harold Partridge (ur. 12 czerwca 1938 w Londynie) – brytyjski śpiewak, tenor.

## Życiorys
Był chórzystą New College na Uniwersytecie Oksfordzkim. Studiował w Royal College of Music oraz Guildhall School of Music and Drama w Londynie. W latach 1958–1962 był członkiem chóru Katedry Westminsterskiej. Jako solista debiutował w 1958 roku w Mesjaszu Georga Friedricha Händla. Jako śpiewak operowy po raz pierwszy wystąpił w 1969 roku w Covent Garden Theatre w roli Iopasa w Trojanach Hectora Berlioza pod batutą Colina Davisa. W 1989 roku debiutował na festiwalu w Salzburgu w Pasji według św. Jana J.S. Bacha.
Ceniony jako wykonawca partii oratoryjnych w dziełach m.in. J.S. Bacha i Heinricha Schütza. Występował wspólnie z licznymi orkiestrami oraz z recitalami solowymi, a także w nagraniach radiowych i telewizyjnych. W 1977 roku otrzymał Prix Italia za rolę tytułową w inscenizacji telewizyjnej St. Nicholas Benjamina Brittena. Dokonał licznych nagrań płytowych z utworami wokalnymi m.in. Schuberta, Schumanna, Purcella, Charpentiera, Monteverdiego, Vaughana Williamsa.
Komandor Orderu Imperium Brytyjskiego (1991). Jego siostrą jest pianistka Jennifer Partridge, z którą często występował.